# گرگ دریا (فیلم ۱۹۱۳)
گرگ دریا (انگلیسی: The Sea Wolf) یک فیلم ماجراجویی صامت گمشده به کارگردانی، نویسندگی و تهیه‌کنندگی هوبرت باسورث محصول سال ۱۹۱۳ کشور ایالات متحده آمریکا است. این فیلم براساس رمان گرگ دریا اثر جک لندن ساخته شده‌است.

## بازیگران
- هوبرت باسورث در نقش Wolf Larsen
- هربرت رولینسن در نقش Humphrey Van Weyden
- وایولا بری در نقش Maude Brewster
- جی. چارلز هیدون در نقش Mugridge
- جک لندن در نقش A Sailor
- گوردون ساکویل در نقش Johnson
- جو ری